# Réserve naturelle de Ferenc-hegy
La Réserve naturelle de Ferenc-hegy (en hongrois : Ferenc-hegy természetvédelmi terület) constitue une réserve naturelle protégée, située à Budapest et caractérisée comme d'intérêt local.